# Duncan 1. af Skotland
Duncan I af Skotland (gælisk Donnchad mac Crínáin) 15. august 1001 – 15. august 1040, var skotternes konge, søn af Crínán af Dunkeld, lægmandsabbed af klosteret i Dunkeld og prinsesse Bethoc af Skotland. Han blev konge i Skotland ved at efterfølge sin farfar Malcolm 2. af Skotland i 1034 efter tidligere at have styret som rex Cumbrorum (småkonge) over kongedømmet Strathclyde. Hans overtagelse af tronen siges at have været det første eksempel i Skotland, hvor tronen blev arvet i direkte linje, i modsætning til det gamle gæliske system, tanisteri, hvor kongen valgte sine efterfølgere uden hensyn til familiebånd.
Duncan var også kendt som Duncan den nådige, men det er en titel, som ikke var dækkende i alle sammenhænge. Hans følelseskolde holdning for politiske spørgsmål gjorde ham upopulær blandt folk og hos adelen. Duncan var ingen stærk hersker, og han er hovedsageligt kendt i dag via sin forbindelse med kong Macbeth, som blev gjort udødelig af William Shakespeare, skønt af de forkerte årsager. Striden mellem disse angik sandsynligvis, hvem som skulle kunne kræve den skotske trone. Detaljerne er derimod meget uklare, og det eneste fakta, som kan blive slået fast med sikkerhed, er, at Duncan blev dræbt i et slag af Macbeth. Det skete i nærheden af Elgin, Moray den 15. august 1040.
Året før, i 1039, marcherede Duncan sydover med sin hær for at belejre Durham i Northumbria, men blev besejret og påført store tab. Han forsøgte også at tage kontrol over Moray, men blev besejret to gange af Torfinn den mægtige, søn af jarlen af Orkneyøerne, før han blev dræbt i et slag mod Macbeth og senere begravet på Iona.
Detaljer om hans øvrige liv bliver stadig diskuteret blandt historikerne. Den skotske kongeliste, Scottish Regnal List I, kalder hans kone for Suthen, mens John af Fordun nævner hende som en slægtning af den danske "Sigurd Bjørnsen" eller "Sigurd Danske", forvansket til Siward af Northumbria, jarl af Northumbria, og i Storbritanniens officielle kongeliste slås det fast, at hun var Siwards kusine.
To af Ducans sønner, Malcolm III Canmore og Donald Bane, blev konge af Skotland. En tredje søn, Máel Muire, blev far til Matad, mormaer af Atholl, og dennes søn, Harald Maddadsson, halvt norsk på morsiden, styrede senere Orkneyøerne som norrøn jarl.